# Heinrich Schmitz (Kupferstecher)
Heinrich Schmitz (* 1749 in Kaiserswerth; † 1784 in Düsseldorf) war ein deutscher Kupferstecher, Radierer und Zeichner sowie Hochschullehrer an der Kunstakademie Düsseldorf.

## Leben

Vue du champ de bataille de Naefels, Radierung nach einer Vorlage von Alexis-Nicolas Pérignon (1726–1782), frühe 1780er Jahre

Schmitz wurde als Sohn eines Metzgers in Kaiserswerth geboren. Nach Zeichenunterricht bei Lambert Krahe ging er nach Paris, wo er sich 1775 bis 1779 bei Johann Georg Wille zum Kupferstecher ausbildete. Unter Kurfürst Carl Theodor von der Pfalz wurde er am 14. Februar 1782 zum Hofkupferstecher ernannt. Er wirkte als Lehrer für Kupferstecherkunst an der 1773 gegründeten Kunstakademie Düsseldorf. In Düsseldorf heiratete er 1782 die Tochter Henriette des Akademiedirektors Lambert Krahe, welcher ihn nach einer Geschichte von Sophie von La Roche 1770 als Bäckergesellen entdeckt und seines künstlerischen Talents wegen zur Ausbildung nach Paris geschickt hatte.

## Werke (Auswahl)
Als Reproduktionsgrafiker stach er oft zusammen mit Ernst Carl Thelott nach Werken aus der Gemäldegalerie Düsseldorf.
- Christus und Magdalena, nach Federico Barocci
- Christus und Johannes als Kinder in der Landschaft, nach Scarsellino
- Sieben Kinder, welche Früchte tragen (Die Früchtegirlande), nach Peter Paul Rubens[4]